# Eeklo
Az azonos nevű közigazgatási körzetért lásd: Eeklo járás.
Eeklo belga város, amely Flandria  régióban, Kelet-Flandria tartományban található. A városhoz a Meetjesland néven ismert tájegység központja közel 20 000 lakosával. A település 1240-ben nyerte el a városi címet I. Johanna flamand grófnő uralkodása alatt.

## A név eredete
A város neve holland eredetű, az "eek" (tölgy) és a "lo(o)" (erdő) szavakból rakták össze. Feltehetően a környéken ma is megtalálható erdős-cserjés területekre utal. A területen kelet-nyugati irányban vonuló homoktöltésre a rómaiak építettek utat, az itt megtelepedő cserjék pedig jó tájékozódási pontot jelenthettek az utazóknak.

## Történelme
A település 1240-ben kapott I. Johanna flamand grófnőtől, ekkor a térség a flamand grófok vadászbirtoka volt. Eeklo eredetileg Bruges része volt, de a textilipar fellendülésével a város fejlődésnek indult, önállósodott. Az évek során a város körüli mocsarakat lecsapolták, farmokat alapítottak, amelyeknek maradványait még ma is lehet látni (Groot Goed). De a legtöbb flamand városhoz hasonlóan Eeklo gazdasága is a textilkereskedelmen alapult és ennek érdekében kereskedelmi kapcsolatokat épített ki hatalmas szomszédaival, Genttel és Brugge-el.
A 16. század során Eeklo a katolikus Dél és a protestáns Észak közötti határ közelébe került, a németalföldi szabadságharc során olyan sok pusztítás és támadás érte a várost, hogy lakói majdnem elvándoroltak. A 18. - 19. században a város és környéke ismét fejlődésnek indult, ismét csak a textiliparnak köszönhetően. A város legtöbb iskolája és neogótikus középülete ebből a korszakból származik.

## Érdekességek és látnivalók
- A városháza és a hozzá tartozó harangtorony az UNESCO világörökség része[2] (lásd még Belgium és Franciaország középkori harangtornyai)
- A városban számos érdekes és szép templom található, mint pl. a Sint-Vincentiuskerk és a Szent Szív Klinika kápolnája (Heilig Hartkliniek).
- A közelben találhatő “Het Leen” parkban múzeum és arborétum található.

## Események
- Minden nyáron július utolsó hétvégéjén kerül sor a Meetjeslandse Balloonmeeting, a belga hőlégballonosok legnagyobb találkozójára.[3]
- A nyár folyamán rendszeresen koncerteket adnak a “Het Leen” parkban.
- Szeptember során rendezik meg Flandria legnagyobb bolhapiacát (kermesse) a városban.

## Híres lakosok
- Leon L. Van Autreve, az Amerikai Egyesült Államok hadseregének egyik főtisztje (1920–2002)
- Eric De Vlaeminck, 7-szeres világbajnok kerékpárversenyző (1945–)
- Roger De Vlaeminck, kerékpárversenyző , 1975-ben világbajnok (1947–)
- Paul Van Hyfte, kerékpárversenyző
- Rudy Matthijs, kerékpárversenyző
- Frederik Willems, kerékpárversenyző
- Dirk Braeckman, művész, fotográfus (1958–)
- Olivier De Cock, (1975–) labdarúgó-játékos
- Maarten Martens, (1984–) labdarúgó-játékos
- Tonny Mols, (1969–) labdarúgó-játékos
- Guido van Heulendonk (Guido Beelaert írói álneve), író
- Karel Lodewijk Ledeganck író
- Roos van Acker, művész, a "Studio Brussel" rádióállomás műsorvezetője
- Peter Van de Veire, rádiós műsorvezető

## Testvérvárosai
- Magyarország: Kiskunfélegyháza
- Anglia: Newbury
- Németország: Braunfels
- Franciaország: Bagnols-sur-Cèze
- Olaszország: Feltre